# Forsnäs
Forsnäs is een dorp binnen de Zweedse gemeente Boden. Het dorp ligt aan de Lule. Bij het dorp ligt een goed bewaard gebleven visserskamp uit de 14e eeuw. Er is ook een oud steenlabyrint. Beide attracties trekken veel bezoekers.
Bestuurscentrum: Boden (tätort)
Tätort: Bodträskfors · Gunnarsbyn · Harads · Sävast · Unbyn · Vittjärv
Småort: Åbergstorp · Brännberg · Bredåker · Buddbyn · Degerbäcken · Lakaträsk · Österåker · Överstbyn · Skogså · Sörbyn · Svartbjörnsbyn · Svartlå
Overig: Abramsån · Åkerholmen · Aldernäs · Alträsk · Åskogen · Brobyn · Flarken · Forsnäs · Forsträskhed · Gemträsk · Gransjö · Heden · Hundsjö · Inbyn · Lassbyn · Lombäcken · Mjedsjön · Mockträsk · Nedre Flåsjön · Norra Svartbyn · Norriån · Notträsk · Övre Flåsjön · Råbäcken · Rågraven · Rasmyran · Rödingsträsk · Rörån · Sandträsk · Skogså · Storsand · Svartbäcken · Södra Harads · Valvträsk · Vändträsk · Vibbyn
Wijk Boden: Södra Svartbyn en Trångfors